# Reiner Meutsch Stiftung FLY & HELP

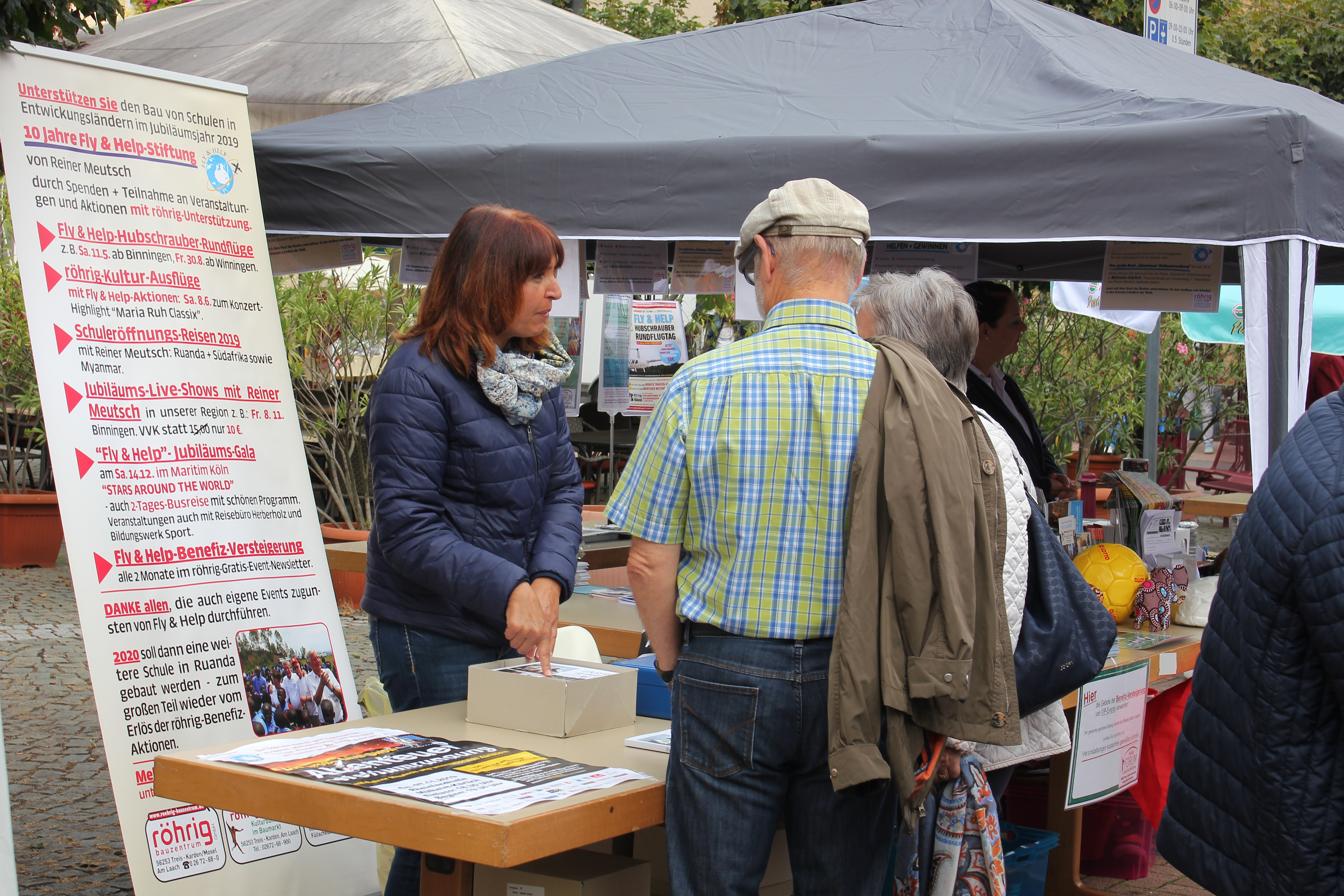
Infostand von FLY & HELP beim Stadtfest „50 Jahre Mülheim-Kärlich“

Die Reiner Meutsch Stiftung FLY & HELP ist eine gemeinnützige Stiftung mit Sitz in Kroppach, deren Hauptziel die Förderung von Bildung und Erziehung von Kindern und Jugendlichen ist. Sie wurde im Sommer 2009 von Reiner Meutsch mit einem Stiftungskapital von 25.000 Euro gegründet und im August 2009 von der Aufsichts- und Dienstleistungsdirektion in Rheinland-Pfalz anerkannt.

## Geschichte
Das erste Projekt der Stiftung war die Weltumrundung des Gründers in seinem zweimotorigen Kleinflugzeug von Januar bis November 2010. Während der zehn Monate wurden die ersten Hilfsprojekte in Ruanda, Ghana, Indien, Indonesien und Brasilien unterstützt und gefördert. Der TV-Sender n-tv begleitete exklusiv die Weltumrundung und berichtete in einer sechsteiligen Reihe „Abenteuer Weltreise“ über die Stiftungsprojekte.
Mit der Hilfe von Spenden errichtet die Stiftung neue Schulen und Kindergärten weltweit. Bisher hat die Stiftung 900 Schulprojekte in 57 Ländern gefördert. Ziel ist es, jährlich mindestens 50 neue Schulgebäude zu errichten.
Die Stiftung finanziert sich ausschließlich aus Spendengeldern. Das Deutsche Zentralinstitut für soziale Fragen bewertet die Stiftung als „förderungswürdig“.

## Kooperation
Die Stiftung ist Projektpartner der Gemeinschaftsinitiative „1000 Schulen für unsere Welt“ der kommunalen Spitzenverbände in Deutschland.

## Organisation
- Stiftungsvorstand: Reiner Meutsch
- 2. Vorsitzende: Silanca Weihmann
- 3. Vorstand: Ellen Zimmermann
- 4. Vorstand: Eilert Püschel
- Schatzmeister: Günter Hilger

Kuratorium:
- Michael Frenzel
- Peter Orloff
- Andreas Görg
- Felix Eichhorn
- Carsten K. Rath
- Sabine Bätzing-Lichtenthäler
- Sören Hartmann[13]

## Auszeichnungen
- Am 7. September 2020 erhielt Reiner Meutsch für sein Engagement das Bundesverdienstkreuz.[14]
- Im Dezember 2021 wurde Reiner Meutsch für sein Engagement in Entwicklungsländern mit dem Kinderschutzpreis des Landesverbandes Rheinland-Pfalz des Deutschen Kinderschutzbunds geehrt.[11]
- Im April 2024 erhielt Reiner Meutsch für sein Engagement die Konrad-Adenauer-Gedenkplakette.[15]